# Шпаково
Шпаково (пол. Szpakowo) — село в Польщі, у гміні Ясвіли Монецького повіту Підляського воєводства.
Населення — 247 осіб (2011).
У 1975-1998 роках село належало до Білостоцького воєводства.

## Демографія
Демографічна структура станом на 31 березня 2011 року:
|          | Загалом | Допрацездатний вік | Працездатний вік | Постпрацездатний вік |
| -------- | ------- | ------------------ | ---------------- | -------------------- |
| Чоловіки | 128     | 19                 | 84               | 25                   |
| Жінки    | 119     | 20                 | 49               | 50                   |
| Разом    | 247     | 39                 | 133              | 75                   |